# 남부주 (아이티)

남부 주의 위치

남부주(프랑스어: Sud 쉬드[*], 아이티어: Sid 시드)는 아이티 남서부에 위치한 주로 주도는 레카이이며 면적은 2,794km2, 인구는 627,311명(2002년 기준)이다.
북쪽으로는 그랑당스 주와 니프 주, 동쪽으로는 남동부 주와 접한다. 5개 구를 관할한다.